# Paryszcze
Paryszcze (ukr. Парище) – wieś na Ukrainie, w obwodzie iwanofrankiwskim, w rejonie nadwórniańskim.